# 1,3-bisfosfoglycerat
1,3-bisfosfoglycerat er en organisk forbindelse, der indeholder 3 carbonatomer. Det optræder så vidt vides i alle levende organismer, hvor det indgår i processer såsom glykolyse og Calvin-cyklus. Da stoffet indeholder to fosfatgrupper, kan det bruges til at danne ATP ud fra ADP.
| Naturvidenskab | Spire Denne naturvidenskabsartikel er en spire som bør udbygges. Du er velkommen til at hjælpe Wikipedia ved at udvide den. |